# Овсище (Торопецкий район)
Овсище — деревня в Торопецком районе Тверской области. Входит в состав Пожинского сельского поселения.

## География
Находится в западной части Тверской области на расстоянии приблизительно 23 км на запад-северо-запад по прямой от районного центра города Торопец.

## История
В 1877 году здесь (сельцо Торопецкого уезда Псковской губернии) было учтено 2 двора.

## Население
Численность населения: 11 человек (1877 год), 1 (русские 100 %) в 2002 году, 0 в 2010.